# Furio Lauri
Furio Lauri (Zara, 11 ottobre 1918 – Roma, 2 ottobre 2002) è stato un aviatore italiano e medaglia d'oro al valor militare durante la seconda guerra mondiale che nel dopoguerra fondò la Meteor Costruzioni Aeronautiche.

## Biografia
Arruolato nella Regia Aeronautica nel 1939, all'inizio del secondo conflitto mondiale era assegnato alla 368ª Squadriglia del 151º Gruppo Autonomo CT con cui combatté sui fronti d'Italia, Libia e Tunisia, conseguendo 11 abbattimenti principalmente a bordo di Fiat G.50. Dopo l'8 settembre 1943 prese parte agli scontri con i Tedeschi a Porta San Paolo, quindi continuò a volare tra le file dell'Aeronautica Cobelligerante, ai comandi di uno Storch che trasportò personale attraverso la linea del fronte. Tra queste azioni di salvataggio si ricorda in particolare quella nell'aprile 1945, quando Lauri salvò due feriti della missione segreta Operazione Tombola organizzata dal 2 SAS britannico e dai partigiani italiani e russi contro il comando della Linea Gotica Occidentale ubicato a Botteghe d'Albinea (provincia di Reggio Emilia). 
Il capitano inglese Micheal Lees (SOE) e il tenente Glauco "Gordon" Monducci (capo della squadra partigiana Gufo Nero collegata alla missione inglese) feriti durante l'attacco del 27 marzo al quartier generale tedesco sito a Villa Rossi, vennero salvati da un gruppo di partigiani e Sas britannici e poi trasportati oltre le linee nemiche dalla mirabolante azione di Lauri che li prelevò nell'Appennino parmense con uno spericolato atterraggio e decollo.
Nel 1995 l'aereo Storch di Lauri fu ritrovato e ancor più incredibilmente si poterono incontrare a 50 anni di distanza Lauri e Monducci (Lees era morto nel 1992). Per quanto fatto venne conferita a Lauri una medaglia d'oro al valor militare. Laureato in legge e diventato avvocato, dopo La guerra fondò la METEOR e successivamente la 3I, aziende attive nelle costruzioni aeronautiche. Dopo la sua morte, avvenuta nel 2002, gli è stata intitolata la sala espositiva dell'aeroporto di Ronchi dei Legionari.
L'episodio dell'attacco al comando della Linea Gotica Occidentale, del salvataggio di Lees e Monducci grazie alla coraggiosa azione di Lauri e del loro riabbracciarsi dopo mezzo secolo è narrata nel libro "Il bracciale di sterline" di Matteo Incerti e Valentina Ruozi (Aliberti, 2011)
L'aereo Storch di Lauri che salvò Lees e Monducci, è esposto presso il Museo Storico dell'Aeronautica Militare a Vigna di Valle sul lago di Bracciano (Roma).